# Diskbråck
Diskbråck i ländrygg uppstår genom att diskens centrala del, nucleus pulposus, penetrerar igenom diskens yttre del, anulus fibrosus. Av anatomiska och biomekaniska skäl sker penetrationen oftast i dorsal riktning (bakåt mot nervsystemet). Risken är då stor att disken trycker på en eller flera nervrötter i eller på väg ut ur spinalkanalen.
Prevalensen av diskbråck vid akuta ryggbesvär uppskattas till mellan 1 och 3% och är som högst hos individer mellan 30 och 50 år. Ett klassiskt diskbråcksinsjuknande startar ofta med akut smärta i ländryggen, som efter en kortare eller längre period följs av utstrålande smärta i ena eller båda benen, ischias. Men diskbråcket kan också ha en mera gradvis debut.
De allra flesta diskbråcken förekommer i de två nedersta diskarna, alltså mellan L4 och L5 samt mellan L5 (ländryggskota 5) och S1 (sakralkota 1). Diskbråck över de här nivåerna förekommer företrädesvis hos personer >55år. Var smärtan strålar ut i benet avgörs av vilken nivå i ländryggen som nervrötterna blivit påverkade, se dermatom.

## Orsaker
Diskbråck uppkommer ofta utan uppenbar orsak. Frekvent repetitivt lyftande, sporter som tyngdlyftning och släggkastning har visats ge viss riskökning för diskbråck. 

## Diagnostik
Diskbråck är en klinisk diagnos. En klinisk diagnos innebär att läkare eller sjukgymnast/fysioterapeut efter anamnes och undersökning bedömer att det troligtvis rör sig om ett diskbråck. Undersökning med magnetkamera är endast indicerat inför eventuell operation eller vid förekomst av varningstecken, röda flaggor (se artikel om ländryggssmärta).
En viktig röd flagga är cauda equina-syndrom. Ett tillstånd där diskbråcket komprimerar alla nervrötter som tillhör cauda equina (hästsvansen). Det kanske viktigaste tecknet på att detta är på väg, är att patienten upplever att smärta i rygg och ben blir påtagligt mycket värre än tidigare. Typiska symtom och tecken är också ridbyxanestesi (nedsatt känsel i underlivet) samt påverkan på sfinktrar. Det enda som kan förhindra att cauda equina-syndrom uppstår är operation. När det väl är manifest är det tveksamt om operation hinner göras i tid för att undvika skador på nervrötterna.
Ungefär en tredjedel av den ryggfriska befolkningen beräknas ha asymptomatiska diskbråck i ländryggen. Därav viktigt att bilddiagnostik föregås av en ordentlig klinisk undersökning. Klinik och bilddiagnostik ska stämma överens.

## Prognos
Prognosen är oftast god. Tiden läkning tar kan variera stort, inte sällan kan det ta upp mot ett år innan besvären klingat av. 

## Åtgärder
Operationsindikationsindikationer
- vid smärta som är oförändrad efter ca 2 månader kan kirurgi vara indicerad
- outhärdlig smärta.[1]
- påtaglig kraftnedsättning i muskulatur kan också vara indikation.
- cauda equinasymtom

Icke-kirurgisk behandling
Icke-kirurgisk behandling är förstahandsalternativ vid okomplicerade diskbråck. De viktigaste råden är att försöka vara så aktiv som möjligt, undvika allt för omfattande sängläge. Man bör undvika aktiviteter som ökar på ischiassmärtan. Ischiassmärta är ofta svårt att dämpa effektivt. Det finns många föreslagna åtgärder som alla har svag 
evidens.
Vid neuropatisk smärta fungerar sällan sedvanlig smärtlindrande medicin. I stället kan Amitriptylin (Saroten) eller Gabapentin provas. Dock visade en review från 2022 att Gabapentin inte hade bättre effekt än placebo.